# Frank Chamizo
Frank Chamizo Márquez (* 10. Juli 1992 in Matanzas, Kuba) ist ein italienischer Ringer kubanischer Herkunft. Er wurde 2015 und 2017 Weltmeister und 2016, 2017, 2019 und 2020 auch Europameister im freien Stil in den Gewichtsklasse bis 65 kg, 70 kg oder 74 kg Körpergewicht. Bei den Olympischen Spielen 2016 in Rio de Janeiro gewann er gleichen Gewichtsklasse bis 65 kg im gleichen Stil eine Bronzemedaille.

## Werdegang
Frank Chamizo Márquez kam als Jugendlicher in Matanzas zum Ringen. Er konzentrierte sich dabei auf den freien Stil. Bereits mit 18 Jahren wurde er 2010 kubanischer Meister in der Gewichtsklasse bis 55 kg Körpergewicht. Nach diesem Erfolg wurde er in die kubanische Nationalmannschaft aufgenommen und bei internationalen Meisterschaften eingesetzt.
Im April 2010 wurde er in Monterrey/Mexiko Panamerikanischer Meister in der Gewichtsklasse bis 55 kg. Bei der Junioren-Weltmeisterschaft 2010 in Budapest kam er in der gleichen Gewichtsklasse zu einem Sieg über Rasul Kaliew aus Kasachstan, verlor aber seinen nächsten Kampf gegen Rasul Maschesow aus Russland. Da dieser das Finale nicht erreichte, schied er aus und erreichte nur den 16. Platz. Zwei Monate später, im September 2010, zeigte er bei der Weltmeisterschaft in Moskau sein wahres Können. Er besiegte in Moskau Krasimir Krastanow aus Großbritannien, Sergej Ratuschnyi aus der Ukraine und Hassan Rahimi aus dem Iran. Im Halbfinale unterlag er dann gegen Wiktor Lebedew aus Russland, sicherte sich aber in der Trostrunde mit einem Sieg über Kim Hyo-sub aus Korea eine Bronzemedaille.
Im März 2011 vertrat Frank Chamizo die kubanischen Farben beim Mannschaftsweltcup in Machatschkala/Russland. Er kam dabei in der Gewichtsklasse bis 55 kg zu Siegen über Gabit Tolepbay aus Kasachstan, Bessarion Gotschaschwili aus Georgien und Hassan Rahimi, während er gegen Namik Sowdumzade aus Aserbaidschan verlor. Im September 2011 war er bei der Weltmeisterschaft in Istanbul am Start. Er besiegte dort in der Gewichtsklasse bis 55 kg Rahul Balasaheb Aware aus Indien und Sarunas Jurcys aus Litauen, verlor aber dann wieder gegen Wiktor Lebedew und in der Trostrunde auch gegen Mihran Jaburjan aus Armenien, womit er ausschied und nur auf den 12. Platz kam.
Danach lernte Frank Chamizo die italienische Ringerin Dalma Caneva kennen. Die beiden verliebten sich ineinander und heirateten bald. Dadurch erhielt Frank Chamizo die italienische Staatsangehörigkeit. Er verließ Kuba und startete nunmehr für Italien und dem Verein CS Esercito Rom. Da er aber eine längere Sperre durch den Internationalen Ringer-Verband (FILA bzw. UWW) hinnehmen musste, konnte er von 2012 bis 2014 nicht an internationalen Meisterschaften teilnehmen. Ab 2013 war er aber schon für internationale Turniere startberechtigt. Er ringt seit 2013 für den VfK Schifferstadt auch in der deutschen Bundesliga.
Nach Ablauf dieser Sperre startete er bei den U-23-Europameisterschaft in Wałbrzych/Polen im März 2015 erstmals für Italien. Da er inzwischen größer und schwerer geworden war, startete er dabei in der Gewichtsklasse bis 65 kg Körpergewicht und holte sich mit Siegen über Randy Vock, Schweiz, Norbert Lukacs, Ungarn, Maxim Perpeliță, Republik Moldau, Magomed Muslimow, Aserbaidschan und Surabi Jakobaschwili, Georgien in überlegenem Stil den Titel. Im Juni 2015 nahm Frank Chamizo an den 1. Europäischen Spielen in Baku teil. Er besiegte dabei Awtandil Kentschadse, Georgien, Mustafa Kaya aus der Türkei und George Bucur aus Rumänien. Im Finale unterlag er aber dem Olympiasieger von 2012 in der Gewichtsklasse bis 55 kg Körpergewicht Toğrul Əsgərov aus Aserbaidschan, der wie er in die Gewichtsklasse bis 65 kg hineingewachsen war, nach Punkten und belegte somit den 2. Platz.
Bei der Weltmeisterschaft im September 2015 in Las Vegas wurde Frank Chamizo dann mit Siegen über Magomedrasul Gadschijew, Polen, Kim Ju-song, Nordkorea, Toğrul Əsgərov, Sayed Ahmad Mohammadi, Iran und Ichtiyor Nawrusow aus Usbekistan erstmals Weltmeister in der Gewichtsklasse bis 65 kg Körpergewicht.
Im März 2016 gewann er in Riga auch den Europameistertitel. Auf dem Weg zu diesem Erfolg besiegte er Steven Graf, Schweiz, Eduards Florows, Lettland, Semen Radulow, Ukraine, Aghahussein Mustafajew, Aserbaidschan und im Finale Mustafa Kaya aus der Türkei, gegen den sein Sieg mit 8:6 Punkten relativ knapp ausfiel. Bei den Olympischen Spielen 2016 in Rio de Janeiro siegte Frank Chamizo in der Gewichtsklasse bis 65 kg zunächst über Devid Safarjan aus Armenien und Surab Jakobischwili aus Georgien. Im Halbfinale verlor er aber gegen Toğrul Əsgərov aus Aserbaidschan. Da dieser das Finale erreichte, konnte sich Frank Chamizo durch einen Sieg über Frank Molinaro aus den Vereinigten Staaten noch eine Bronzemedaille sichern. Toğrul Əsgərov wurde wenig später des Dopings überführt und für ein Jahr bis zum 17. April 2018 für alle Wettkämpfe gesperrt.
2017 wurde für Frank Chamizo zu einem sehr erfolgreichen Jahr, denn im Mai dieses Jahres wurde er in Novi Sad Europameister in der Gewichtsklasse bis 70 kg und im August dieses Jahres in Paris in der gleichen Gewichtsklasse auch Weltmeister. Auf dem Weg zu diesem Erfolg besiegte er in Paris Ichtiyor Nawrusow, Elaman Dogdurbek Uulu aus Kirgisistan, Akschurek Tanatarow aus Kasachstan, Yakup Gör aus der Türkei und James Green aus den Vereinigten Staaten.
2018 konnte er an diese Erfolge nicht anknüpfen. Bei der Europameisterschaft dieses Jahres im Mai in Kaspiisk siegte er in der Gewichtsklasse bis 74 kg gegen Awtandil Kentschadse aus Georgien und Chetik Zabolow, Russland, verlor aber im Halbfinale etwas überraschend gegen Söner Demirtas aus der Türkei. Anschließend gewann er aber mit einem Sieg über Achsarbek Gulajew aus der Slowakei noch eine Bronzemedaille. Bei der Weltmeisterschaft in Budapest blieb er sogar ohne Medaille. Er gewann in Budapest zunächst gegen Gamil Dschalilow aus Tadschikistan, Gong Byung-min, Südkorea und Bolat Sakajew, Kasachstan, verlor dann gegen Saurbek Sidakow aus Russland und im Kampf um eine Bronzemedaille auch gegen Jordan Burroughs aus den Vereinigten Staaten.
Im April 2019 kehrte er in seine Erfolgsspur zurück. Er wurde in Bukarest in der Gewichtsklasse bis 74 kg mit Siegen über Timur Bischojew, Russland, Miroslaw Kirow, Bulgarien, Gadschimurad Gadschiew, Aserbeidschan und Selimchan Chadijew, Frankreich wieder Europameister. Bei der Weltmeisterschaft dieses Jahres in Nur-Sultan war er wieder in der Gewichtsklasse bis 74 kg am Start. Die diese Gewichtsklasse olympisch ist, war sie sowohl quantitativ als auch qualitativ äußerst stark besetzt. Frank Chamizo war in Nur-Sultan aber in sehr guter Form und kämpfte sich mit Siegen über Marc Dietsche, Schweiz, Lee Seungchul, Südkorea, Daniar Kaisanow, Kasachstan und Selimchan Chadijew, Frankreich bis in das Finale vor. In diesem traf er auf den amtierenden Weltmeister Saurbek Sidakow aus Russland. Der Kampf verlief lange Zeit vollkommen ausgeglichen, bis Sidakow eine größere Wertung gelang, die den Kampf zu seinen Gunsten entschied.
Im Februar 2020 startete Frank Chamizo bei der Europameisterschaft in Rom in der Gewichtsklasse bis 74 kg. Nach vier siegreichen Kämpfen stand er im Finale Magomedrasul Gazimagomedow aus Russland gegenüber. Dieser Kampf verlief ziemlich ausgeglichen und Frank Chamizo führte bis wenige Sekunden vor Schluss mit 4:3 Punkten, als es dem Russen gelang, ein Bein von Frank Chamizo zu fassen und diesen von der Matte zu drängen. Das Kampfgericht entschied nach einer "Challenge", dass Chamizo erst Bruchteile einer Sekunde nach Kampfende von der Matte geschoben wurde und deshalb Magomedrasul Gazimagomedow keine Wertung erhalten könne. So wurde Frank Chamizo glücklicher Punktsieger und wiederum Europameister.

## Internationale Erfolge
| Jahr | Platz  | Wettbewerb                                         | Gewichtsklasse | Ergebnisse |
| 2010 | 1.     | Torneo Int. Cerro Pelada in Havanna                | bis 55 kg      | vor Luis Ibanez, Kuba, Sam Hazewinkel, USA und Yowlys Bonne Rodriguez, Kuba |
| 2010 | 1.     | Panamerikanische Meisterschaft in Monterrey/Mexiko | bis 55 kg      | vor Obenson Blanc, Aso Palani, Kanada und Arturo De Jesus Chavez Ramirez, Mexiko |
| 2010 | 16.    | Junioren-WM in Budapest                            | bis 55 kg      | nach einem Sieg über Rasul Kaliew, Kasachstan und einer Niederlage gegen Rasul Maschesow, Russland                                                                                                 |
| 2010 | 3.     | WM in Moskau                                       | bis 55 kg      | nach Siegen über Krasimir Krastanow, Großbritannien, Sergej Ratuschnyi, Ukraine und Hassan Rahimi, Iran, einer Niederlage gegen Wiktor Lebedew, Russland und einem Sieg über Kim Hyo-sub, Südkorea |
| 2011 | 1.     | Torneo Int. Cerro Pelada in Havanna                | bis 55 kg      | vor Tim Schleicher, Deutschland, Obenson Blanc und Sam Hazewinkel, bde. USA |
| 2011 | 12.    | WM in Istanbul                                     | bis 55 kg      | nach Siegen über Rahul Balasaheb Aware, Indien und Sarunas Jurcys, Litauen und Niederlagen gegen Wiktor Lebedew und Mihran Jaburjan, Armenien                                                      |
| 2013 | 2.     | Großer Preis von Spanien in Madrid                 | bis 66 kg      | hinter Ruslan Dibirhacıyev, Aserbaidschan, vor Yakup Gör, Türkei und Yoan Blanco Reinoso, Ekuador                                                                                                  |
| 2013 | 5.     | "Wacław-Ziółkowski"-Memorial in Spała              | bis 66 kg      | Sieger: Agahüseyin Mustafejew, Aserbaidschan vor Andrei Kwiatkowski, Ukraine |
| 2014 | 1.     | "Yasar-Dogu"-Memorial in Istanbul                  | bis 65 kg      | vor Magomed Muslimow, Aserbaidschan, Gandsorigiin Mandachnaran, Mongolei und Mustafa Kaya, Türkei                                                                                                  |
| 2014 | 3.     | "Ali-Alijew"-Turnier in Machatschkala              | bis 65 kg      | hinter Achmed Tschakajew, Russland und Titel Dschafarjan, Ukraine |
| 2014 | 1.     | Großer Preis von Spanien in Madrid                 | bis 65 kg      | vor Aaron Pico, USA, Gholamreza Abdollahapour, Iran und Istvan Nemeth, Ungarn |
| 2014 | 3.     | Intern. D.A.-Kunajew-Turnier in Taras/Kasachstan   | bis 65 kg      | hinter Dandsorigiin Mandachmaran und Duren Schimagassiew, Aserbaidschan |
| 2015 | 7.     | "Alexander-Medwed"-Preis in Minsk                  | bis 65 kg      | Sieger: Asimat Nurikau, Weißrussland vor Magomed Kurbanalijew, Russland |
| 2015 | 1.     | "U 23"-Europameisterschaft in Wałbrzych/Polen      | bis 65 kg      | nach Siegen über Randy Vock, Schweiz, Norbert Lukacs, Ungarn, Maxim Perpeliță, Republik Moldau, Magomed Muslimow, Aserbaidschan und Surabi Jakobaschwili, Georgien                                 |
| 2015 | 2.     | 1. Europäische Spiele in Baku                      | bis 65 kg      | nach Siegen über Awtandil Kentschadse, Georgien, Mustafa Kaya und George Bucur, Rumänien und einer Niederlage gegen Toğrul Əsgərov, Aserbaidschan                                                  |
| 2015 | 2.     | Großer Preis von Spanien in Madrid                 | bis 70 kg      | hinter James Green (Ringer), USA, vor Manning Cruz, Kanada und Nobuyoshi Takojima, Japan |
| 2015 | 1.     | "Wacław-Ziółkowski"-Memorial in Warschau           | bis 65 kg      | vor George Bucur, Tomotsuga Ishida, Japan und Soslan Ramonow, Russland |
| 2015 | 1.     | WM in Las Vegas                                    | bis 65 kg      | nach Siegen über Magomedrasul Gadschijew, Polen, Kim Ju-song, Nordkorea, Togrul Asgarow, Sayed Ahmad Mohammadi, Iran und Ichtiyor Nawrusow, Usbekistan                                             |
| 2016 | 2.     | "Alexander-Medwed"-Preis in Minsk                  | bis 65 kg      | hinter Soslan Ramonow, vor Logan Stieber, USA und Asamat Nurikow, Weißrussland |
| 2016 | 1.     | EM in Riga                                         | bis 65 kg      | nach Siegen über Steven Graf, Schweiz, Eduards Frolows, Lettland, Semen Radulow, Ukraine, Aghahussein Mustafajew, Aserbaidschan und Mustafa Kaya, Türkei                                           |
| 2016 | Bronze | OS in Rio de Janeiro                               | bis 65 kg      | nach Siegen über Devid Safarjan, Armenien und Surab Jakobischwili, Georgien, einer Niederlage gegen Togrul Asgarow, Aserbaidschan und einem Sieg über Frank Molinaro, USA                          |
| 2017 | 1.     | EM in Novi Sad                                     | bis 70 kg      | nach Siegen über Ruslan Dibirhacıyev, Aserbaidschan, Mihail Sava, Republik Moldau, Adrian Ionut Moise, Rumänien und Magomedmurad Gadschijew, Polen                                                 |
| 2017 | 1.     | "Ali-Alijew"-Memorial in Kaspisk                   | bis 70 kg      | vor Magomedrasul Gazimagomedow, Russland |
| 2017 | 1.     | WM in Paris                                        | bis 70 kg      | nach Siegen über Ichtiyor Nawrusow, Elaman Dogdurbek Uulu, Kirgisistan, Akschureek Tanatarow, Kasachstan, Yakup Gör, Türkei und James Green, USA                                                   |
| 2018 | 1.     | "Dan-Kolow" & "Nikolai-Petrow"-Memorial in Sofia   | bis 74 kg      | vor Söner Demirtas, Wasil Michailow, Ukraine und Magomedchabib Kadimagomedow, Russland |
| 2018 | 3.     | EM in Kaspiisk                                     | bis 74 kg      | nach Siegen über Awtandil Kentschadse, Georgien und Chetik Zabolow, Russland, einer Niederlage gegen Söner Demirtas und einem Sieg über Achsarbek Gulajew, Slowakei                                |
| 2018 | 1.     | Mittelmeer-Spiele in Tarragona                     | bis 74 kg      | vor Samy Houndy Amin Rabie Moustafa, Ägypten, Dejan Mitrow, Mazedonien und Muhammet Demir, Türkei                                                                                                  |
| 2018 | 1.     | "Yasar-Dogu"-Memorial in Istanbul                  | bis 74 kg      | vor Jordan Burroughs, USA, Nurlan Bekschanow und Bolat Sakajew, beide Kasachstan |
| 2018 | 2.     | "Dimitri-Korkin"-Turnier in Jakutsk                | bis 74 kg      | hinter Nikita Suchkow, Russland, vor Israil Kasjumow, Russland und Gadschimurad Omarow, Aserbaidschan                                                                                              |
| 2018 | 5.     | WM in Budapest                                     | bis 74 kg      | nach Siegen über Gamil Dschalilow, Tadschikistan, Gong Byung-min, Südkorea und Bolat Sakajew und Niederlagen gegen Saurbek Sidakow, Russland und Jordan Burroughs                                  |
| 2019 | 3.     | "Dan-Kolow" & "Mikola-Petrow"-Memorial in Russe    | bis 74 kg      | hinter Jordan Burroughs und Beksod Abdurachmanow, Usbekistan, gemeinsam mit Yakup Gör, Türkei |
| 2019 | 1.     | EM in Bukarest                                     | bis 74 kg      | nach Siegen über Timur Bischojew, Russland, Miroslaw Kirow, Bulgarien, Gadschimurad Gadschijew, Aserbaidschan und Selimchan Chadijew, Frankreich                                                   |
| 2019 | 1.     | City of Sassari Tournament                         | bis 74 kg      | vor Daniar Kaisanow, Kasachstan, Miroslaw Kirow und Chetik Zabolow |
| 2019 | 2.     | "Yasar-Dogu"-Memorial in Istanbul                  | bis 74 kg      | hinter Jordan Burroughs, vor Taimuras Salkasanow, Slowakei und Fazli Erylmaz, Türkei |
| 2019 | 2.     | WM in Nur-Sultan                                   | bis 74 kg      | nach Siegen über Marc Dietsche, Schweiz, Lee Seungchul, Südkorea, Daniar Kaisanow, und Selimchan Chaidjew und einer Niederlage gegen Saurbek Sidakow                                               |
| 2020 | 1.     | EM in Rom                                          | bis 74 kg      | nach Siegen über Söner Demirtas, Türkei, Gadschimurad Gadschijew, Aserbaidschan, Valentin Borzin, Republik Moldau, Murad Kuramagomedow, Ungarn und Magomedrasul Gazimagomedow                      |

Erläuterungen
- alle Wettbewerbe im freien Stil
- OS = Olympische Sommerspiele, WM = Weltmeisterschaft, EM = Europameisterschaft